# Elecciones generales de Guatemala de 1978
El domingo 5 de marzo de 1978 hubo elecciones generales en Guatemala para elegir al nuevo presidente y vicepresidente de la república, así como a 66 diputados del Congreso.

## Elecciones presidenciales
En las elecciones presidenciales del 5 de marzo de 1978 ninguno de los candidatos ganó más del 50% de los votos. Por consiguiente el 13 de marzo de 1978 se realizó una votación en el Congreso de Guatemala, en la que fue elegido el general Fernando Romeo Lucas García como presidente de Guatemala. 
Resultados elecciones presidenciales del 5 de marzo de 1978
| Candidato                   | Partido               | Voto público | Voto público | Voto Congreso | Voto Congreso |
| Candidato                   | Partido               | Votos        | %            | Votos         | %             |
| --------------------------- | --------------------- | ------------ | ------------ | ------------- | ------------- |
| Fernando Romeo Lucas García | PID-PR-CAO            | 262.960      | 40,33        | 34            | 100           |
| Enrique Peralta Azurdia     | MLN                   | 221.223      | 33,93        | 0             | 0             |
| Ricardo Peralta Méndez      | DCG-PRA               | 167.890      | 25,75        | -             | -             |
| Votos inválidos/nulos       | Votos inválidos/nulos |              | -            |               | -             |
| Total                       | Total                 | 652,073      | 100          | 61            | 100           |
| Fuente: Nohlen              |                       |              |              |               |               |

## Elecciones legislativas
Resultados elecciones legislativas del 5 de marzo de 1978
| Partido                                 | Votos | % | Escaños | +/- |
| --------------------------------------- | ----- | - | ------- | --- |
| Movimiento de Liberación Nacional (MLN) |       |   | 20      | +4  |
| Partido Institucional Democrático (PID) |       |   | 17      | +3  |
| Partido Revolucionario                  |       |   | 14      | +4  |
| Democracia Cristiana Guatemalteca (DCG) |       |   | 7       | -   |
| Central Aranista Organizada (CAO)       |       |   | 3       | -3  |
| Votos inválidos/nulos                   |       | - | -       | -   |
| Total                                   |       |   | 61      | +1  |